# Geoffrey Lembet
Geoffrey Lembet, né le 23 septembre 1988 à Villeneuve-Saint-Georges (Val-de-Marne), est un footballeur international centrafricain qui évolue au poste de gardien de but.

## Biographie

### Parcours en club

#### CS Sedan Ardennes
Alors qu'il évolue à l'ES Viry-Châtillon depuis ses 12 ans, il est repéré en 2007 par le CS Sedan Ardennes qui l'intègre dans ses équipes de jeunes. Conséquence de ses bonnes performances avec la réserve, il passe troisième gardien dans la hiérarchie de Sedan et le club ardennais lui fait signer son premier contrat professionnel le 14 mars 2009.
Passé numéro 2 derrière Ulrich Ramé à la suite des départs de Benoît Costil et Vincent Briant pour la saison 2011-2012, Geoffrey Lembet dispute son premier match professionnel le 10 août 2011 en étant titularisé en Coupe de la Ligue contre l'US Boulogne. Les Sedanais s'imposent finalement 2 buts à 1 et se qualifient pour les seizièmes de finale.
À la suite de la blessure d'Ulrich Ramé, il est propulsé titulaire pour la première en fois en championnat, contre l'ESTAC Troyes. Après un début difficile où il est coupable sur le but troyen, ratant sa sortie en dehors de la surface et laissant l'attaquant adverse devant le but vide, il réalise une seconde mi-temps sérieuse ce qui pousse l'entraîneur Laurent Guyot à le maintenir à son poste, louant ses qualités mentales. Les matchs suivants qu'il dispute durant son intérim se révèlent satisfaisants. Durant les saisons qu'il passe à Sedan, il participe à douze matchs.

#### AJ Auxerre
Geoffrey Lembet rejoint l'AJ Auxerre pour une durée de six mois lors du mercato hivernal de la saison 2013-2014 à la suite de la blessure d'Olivier Sorin contre le SM Caen le 25 novembre 2013. Il s'impose dans les cages auxerroises à la suite d'un carton rouge de Donovan Léon contre le FC Metz et termine les cinq derniers matchs de la saison comme titulaire. Grâce à ses bonnes performances, le club décide de conserver le gardien centrafricain en lui faisant signer un contrat de trois ans.
Il regagne le banc de touche à l'aube de la saison 2014-2015 en doublure de Donovan Léon, se contentant des matches de coupe. Il offre la qualification à son équipe aux tirs au but lors du premier tour de Coupe de la Ligue face à l'US Orléans (1-1, 4-3 aux tirs au but). Il est champion de CFA 2 en 2015 avec l'équipe réserve de l'AJ Auxerre.
À l'intersaison 2018, après deux saisons au Red Star FC et au Stade lavallois MFC, il participe au stage de l'Union nationale des footballeurs professionnels (UNFP) destiné au joueurs sans contrat.

#### Retour à Sedan
En 2019, il revient dans le club de ses débuts professionnels, le CS Sedan Ardennes, alors en National 2. Il y trouve sa place de titulaire, grâce à ses performances de qualité. Lors de la saison 2019-2020, Sedan remporte ses 13 premiers matchs de championnat, et Geoffrey Lembet n'encaisse aucun but lors de ces 13 rencontres.
Lors de la saison 2021-2022 les entraîneurs de National l'élisent à douze reprises meilleur joueur de son équipe, et la Fédération française de football (FFF) le nomme à onze reprises dans le "Top arrêts".

#### Arrivée au Stade rennais FC
Le 18 juillet 2023, alors en fin de contrat au CS Sedan Ardennes, à la recherche d'un 3e gardien derrière Steve Mandanda et Gauthier Gallon, Geoffrey Lembet arrive au Stade rennais FC avec un contrat d'un an pour découvrir la Ligue 1 et la Ligue Europa,.
Le 17 mai 2024, alors qu'il n'a joué aucun match de la saison, Geoffrey Lembet prolonge son contrat d'une année supplémentaire,.

### Parcours en sélection
Alors qu'il n'a jamais disputé de match professionnel, il est appelé par le sélectionneur Jules Accorsi dans la sélection de République centrafricaine pour le premier match de qualification à la Coupe d'Afrique des nations 2012 contre le Maroc le 4 septembre 2010. Titulaire, il réalise une grande partie et permet à son équipe, bonne dernière au classement FIFA de réaliser l'exploit en tenant la sélection marocaine en échec.
La sélection centrafricaine continue à créer la sensation dans ce groupe relevé : un mois plus tard, Geoffrey Lembet et ses coéquipiers battent l'Algérie deux buts à zéro. Sa cage reste inviolée en sélection jusqu'au troisième match de la Centrafrique perdu deux buts à un face à la Tanzanie. Il est de nouveau titulaire avec les Fauves du Bas-Oubangui face à la Tunisie en match amical le 30 mai 2011.
Suspendu pour le dernier match des éliminatoires contre l'Algérie, il ne peut que constater la défaite de sa sélection deux buts à zéro, la privant ainsi de qualification. La Centrafrique termine néanmoins deuxième du groupe derrière le Maroc avec 8 points.

## Statistiques

### En club
| Saison                | Club                  | Championnat           | Championnat | Championnat | Coupe(s) nationale(s) | Coupe(s) nationale(s) | Compétition(s) continentale(s) | Compétition(s) continentale(s) | Compétition(s) continentale(s) | Total | Total |
| Saison                | Club                  | Division              | M.          | B.          | M.                    | B.                    | Comp.                          | M.                             | B.                             | M.    | B.    |
| 2011-2012             | CS Sedan Ardennes     | Ligue 2               | 7           | 0           | 3                     | 0                     | -                              | -                              | -                              | 10    | 0     |
| 2012-2013             | CS Sedan Ardennes     | Ligue 2               | 0           | 0           | 2                     | 0                     | -                              | -                              | -                              | 2     | 0     |
| Sous-total            | Sous-total            | Sous-total            | 7           | 0           | 5                     | 0                     | -                              | -                              | -                              | 12    | 0     |
| 2013-2014             | AJ Auxerre            | Ligue 2               | 5           | 0           | 0                     | 0                     | -                              | -                              | -                              | 5     | 0     |
| 2014-2015             | AJ Auxerre            | Ligue 2               | 19          | 0           | 5                     | 0                     | -                              | -                              | -                              | 24    | 0     |
| 2015-2016             | AJ Auxerre            | Ligue 2               | 2           | 0           | 2                     | 0                     | -                              | -                              | -                              | 4     | 0     |
| Sous-total            | Sous-total            | Sous-total            | 26          | 0           | 7                     | 0                     | -                              | -                              | -                              | 33    | 0     |
| 2016-2017             | Red Star FC           | Ligue 2               | 19          | 0           | 1                     | 0                     | -                              | -                              | -                              | 20    | 0     |
| 2017-2018             | Stade lavallois       | National              | 0           | 0           | 1                     | 0                     | -                              | -                              | -                              | 1     | 0     |
| 2018-2019             | CS Sedan Ardennes     | National 2            | 13          | 0           | 0                     | 0                     | -                              | -                              | -                              | 13    | 0     |
| 2019-2020             | CS Sedan Ardennes     | National 2            | 16          | 0           | 0                     | 0                     | -                              | -                              | -                              | 16    | 0     |
| 2020-2021             | CS Sedan Ardennes     | National 2            | 7           | 0           | 2                     | 0                     | -                              | -                              | -                              | 9     | 0     |
| 2021-2022             | CS Sedan Ardennes     | National              | 28          | 0           | 0                     | 0                     | -                              | -                              | -                              | 28    | 0     |
| 2022-2023             | CS Sedan Ardennes     | National              | 34          | 0           | 0                     | 0                     | -                              | -                              | -                              | 34    | 0     |
| Sous-total            | Sous-total            | Sous-total            | 98          | 0           | 2                     | 0                     | -                              | -                              | -                              | 100   | 0     |
| 2023-2024             | Stade rennais FC      | Ligue 1               | 0           | 0           | 0                     | 0                     | C3                             | 0                              | 0                              | 0     | 0     |
| 2024-2025             | Stade rennais FC      | Ligue 1               | -           | -           | -                     | -                     | -                              | -                              | -                              | 0     | 0     |
| Sous-total            | Sous-total            | Sous-total            | 0           | 0           | 0                     | 0                     | -                              | 0                              | 0                              | 0     | 0     |
| Total sur la carrière | Total sur la carrière | Total sur la carrière | 150         | 0           | 16                    | 0                     | -                              | 0                              | 0                              | 166   | 0     |

### En sélection
| Années                | Sélection                 | Phases finales        | Phases finales | Phases finales | Phases finales | Éliminatoires     | Éliminatoires | Éliminatoires | Éliminatoires | Amicaux | Amicaux | Amicaux | Total | Total | Total |
| Années                | Sélection                 | Comp.                 | M.             | B.             | P.d.           | Comp.             | M.            | B.            | P.d.          | M.      | B.      | P.d.    | M.    | B.    | P.d.  |
| --------------------- | ------------------------- | --------------------- | -------------- | -------------- | -------------- | ----------------- | ------------- | ------------- | ------------- | ------- | ------- | ------- | ----- | ----- | ----- |
| 2010                  | République centrafricaine | -                     | -              | -              | -              | CAN 2012          | 2             | 0             | 0             | -       | -       | -       | 2     | 0     | 0     |
| 2011                  | République centrafricaine | -                     | -              | -              | -              | CAN 2012          | 1             | 0             | 0             | 1       | 0       | 0       | 2     | 0     | 0     |
| 2012                  | République centrafricaine | -                     | -              | -              | -              | CdM 2014+CAN 2013 | 2+4           | 0             | 0             | -       | -       | -       | 6     | 0     | 0     |
| 2013                  | République centrafricaine | -                     | -              | -              | -              | CdM 2014          | 1             | 0             | 0             | -       | -       | -       | 1     | 0     | 0     |
| 2014                  | République centrafricaine | -                     | -              | -              | -              | CAN 2015          | 2             | 0             | 0             | 1       | 0       | 0       | 3     | 0     | 0     |
| 2015                  | République centrafricaine | -                     | -              | -              | -              | CAN 2017+CdM 2018 | 3             | 0             | 0             | -       | -       | -       | 3     | 0     | 0     |
| 2016                  | République centrafricaine | -                     | -              | -              | -              | CAN 2017          | 3             | 0             | 0             | -       | -       | -       | 3     | 0     | 0     |
| 2017                  | République centrafricaine | -                     | -              | -              | -              | CAN 2019          | 1             | 0             | 0             | 2       | 0       | 0       | 3     | 0     | 0     |
| 2018                  | République centrafricaine | -                     | -              | -              | -              | CAN 2019          | 4             | 0             | 0             | 2       | 0       | 0       | 6     | 0     | 0     |
| 2019                  | République centrafricaine | -                     | -              | -              | -              | CAN 2019+CAN 2021 | 1+2           | 0             | 0             | 1       | 0       | 0       | 4     | 0     | 0     |
| 2020                  | République centrafricaine | -                     | -              | -              | -              | CAN 2021          | 2             | 0             | 0             | -       | -       | -       | 2     | 0     | 0     |
| 2021                  | République centrafricaine | -                     | -              | -              | -              | -                 | -             | -             | -             | -       | -       | -       | 0     | 0     | 0     |
| 2022                  | République centrafricaine | -                     | -              | -              | -              | -                 | -             | -             | -             | -       | -       | -       | 0     | 0     | 0     |
| 2023                  | République centrafricaine | -                     | -              | -              | -              | CAN 2023+CdM 2026 | 1+0           | 0+0           | 0+0           | -       | -       | -       | 1     | 0     | 0     |
| 2024                  | République centrafricaine | -                     | -              | -              | -              | CAN 2025          | 2             | 0             | 0             | 1       | 0       | 0       | 3     | 0     | 0     |
| 2025                  | République centrafricaine | -                     | -              | -              | -              | CdM 2026          | 1             | 0             | 0             | -       | -       | -       | 1     | 0     | 0     |
| Total sur la carrière | Total sur la carrière     | Total sur la carrière | 0              | 0              | 0              | -                 | 32            | 0             | 0             | 8       | 0       | 0       | 40    | 0     | 0     |